# Kirche Judtschen
Die Kirche in Judtschen (der Ort hieß von 1938 bis 1946 Kanthausen) in Ostpreußen wurde von 1725 bis 1727 als Ziegelbau mit Holzturm errichtet und galt als erste französisch-reformierte Kirche in Preußen. Bis 1945 war sie die reformierte Pfarrkirche in dem heute Wessjolowka genannten Ort in der russischen Oblast Kaliningrad (Gebiet Königsberg (Preußen)). Die Kirche wurde zur Sowjetzeit landwirtschaftlich genutzt, verfiel und wurde als „Steinbruch“ bis 1985 vollständig abgerissen.

## Geographische Lage
Wessjolowka liegt zwischen den Städten Tschernjachowsk (Insterburg) und Gussew (Gumbinnen) und ist von der russischen Fernstraße A 229 (Einstieg deutsche Reichsstraße 1, heute auch Europastraße 28) aus über einen Landweg unweit der Brücke über die Angerapp (russisch: Angrapa) in südlicher Richtung zu erreichen. Der Ort ist Bahnstation an der Bahnstrecke Kaliningrad–Nesterow (Königsberg–Stallupönen/Ebenrode), einem Teilstück der früheren Preußischen Ostbahn. Das Dorf Wessjolowka ist eine Siedlung im Verbund der Swobodnenskoje selskoje posselenije (Landgemeinde Swobode (Jänischken, 1938–1946 Jänichen)) im Rajon Tschernjachowsk (Kreis Insterburg). Bis 1945 lag der Ort im Kreis Gumbinnen.
Der einstige Standort der Kirche ist nur noch schwer auszumachen.

## Kirchengebäude
Der Bau der Kirche in Judtschen war seit 1713 geplant, wurde 1721 vom König genehmigt, musste jedoch weitere Verzögerungen hinnehmen, bis er endlich in den Jahren 1725 bis 1727 durchgeführt werden konnte. Es war der erste französisch-reformierte Kirchenbau in Preußen und wurde am 27. April 1727 reformierter Tradition entsprechend feierlich eingeweiht. Es war ein rechteckiger Ziegelbau mit einem 50 Meter hohen, spitzen Holzturm entstanden, in einer Größe von „44 mal 94 Fuß“.
Im Innern nahm die Kanzelwand die gesamte Ostseite ein, vor ihr stand der – nach reformierter Art – ganz schlicht gehaltene Altartisch. Eine Orgel erhielt das Gotteshaus erst im Jahre 1804. In dem in den Jahren mehrfach erneuerten Turm läuteten drei Glocken.
Der Pfarrer Daniel Ernst Andersch (1701–1771) wurde im Juli 1771 in einer Gruft in der Osthälfte der Kirche beigesetzt, an der Stelle, wo sich der Abendmahlstisch befand.
Im Ersten Weltkrieg brannte die Kirche am 24. August 1914 beim Einmarsch russischer Truppen aus und wurde bis 1925 mit verändertem, gedrungenem Turmaufsatz wieder aufgebaut. Die Kirchweihe fand am 2. April 1925 statt.

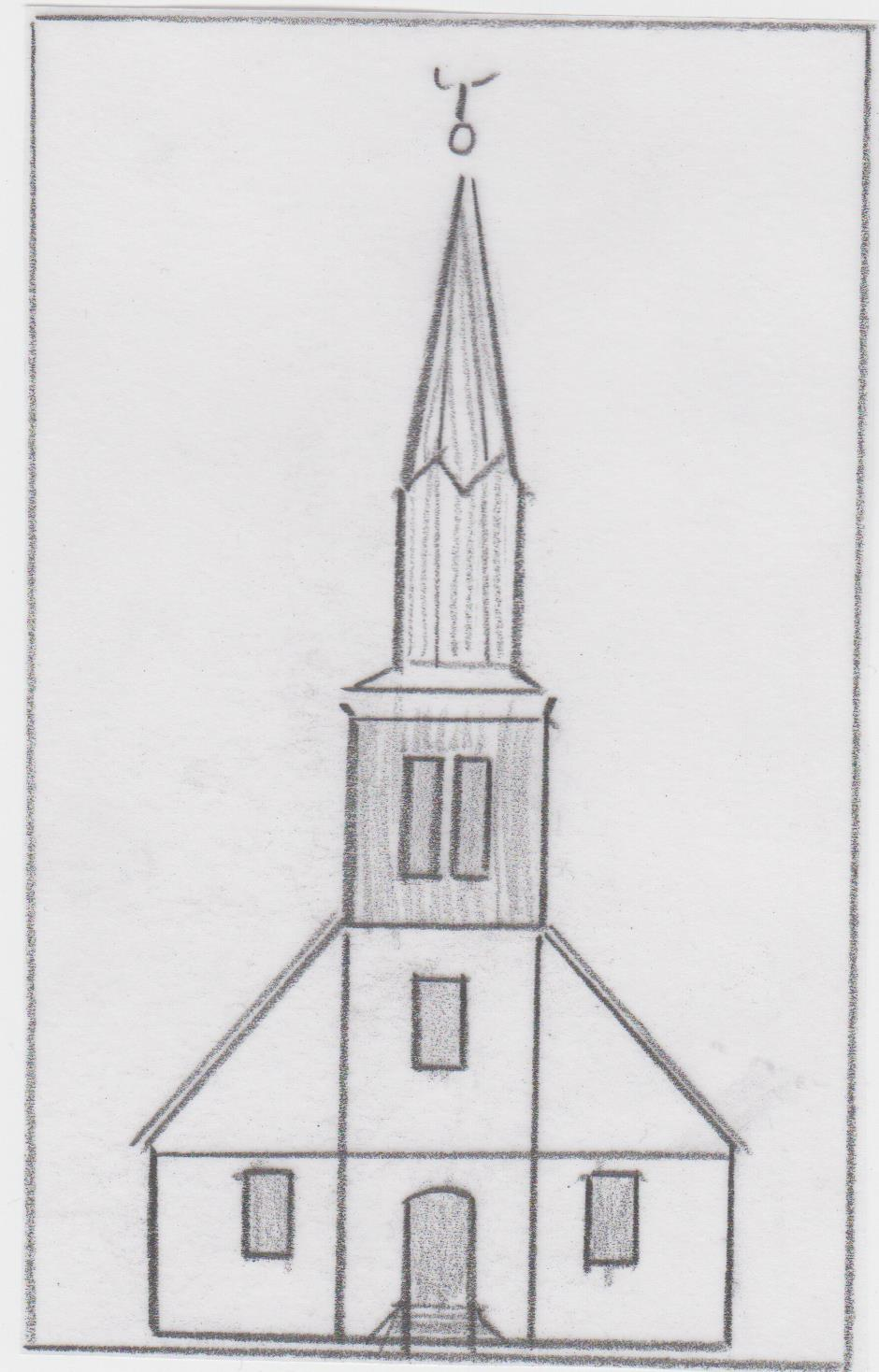
Kirche in Judtschen um 1900. Skizze nach Postkarte

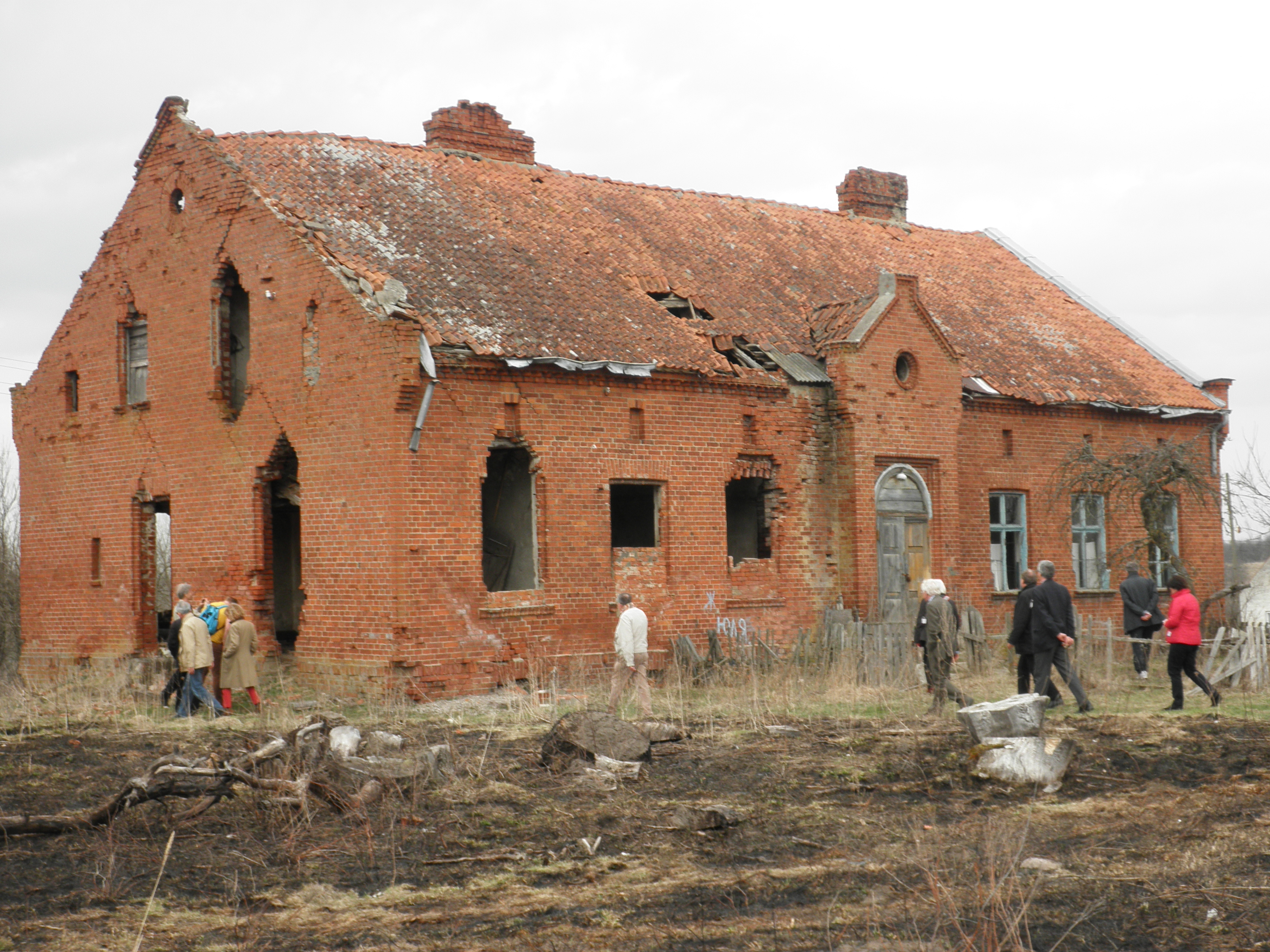
Das Pfarrhaus von 1865 („Kanthaus“) in Judtschen im Jahre 2013

Den Zweiten Weltkrieg überstand die Kirche nahezu unversehrt. Danach stand sie leer bzw. wurde für profane Zwecke verwendet. Das Gebäude verfiel immer mehr, als es schließlich im Jahre 1985 von der Sowjetarmee abgerissen und die Steine für Straßenbau abtransportiert wurden. Lediglich das nahe der Kirche stehende Pfarrhaus steht noch, wenn auch in recht verfallenem Zustand. Die Bezeichnung „Kanthaus“ ist unzutreffend, da das jetzige Gebäude erst 1865 und damit lange nach der Tätigkeit von Kant als Hauslehrer bei dem Pfarrer von Judtschen errichtet wurde, also Kant nie darin gelebt hat. Dazwischen wurde auch 1810 noch ein neues Pfarrhaus errichtet. Die Pfarrhäuser lagen allerdings immer am gleichen Standort. 

## Kirchengemeinde
Kirchenvorsteher (ancien) (Liste ist unvollständig):
| - André David Dumernoy (um 1728) - Abraham Besson (um 1728) - Jacob Pic (um 1729, 1736) - Jaques Huguenin (um 1729) - Abraham Perroud (um 1736) - Ludwich Stamm (um 1747) - Jaque Sagne - Jean Bouchar - Abraham Echement - Isaac Suppli (für die Armen) - Peter Michel (1730) - David Michel - Johann Peter Schinz (1750–1818) | - Peter Beaunwein (Bauwein) (um 1801) - Abraham Fouquet (1689–1759) - Samuel Loyal (1736, 1755 Kirchenältester) - Ludwig Stamm (1755 Kirchenältester) - Samuel Foquet (1755 Kirchenältester) - Peter Michel (1768) - Jacob Py - David Py (1723–1806) - David Py „ancien“ (1733–1791) - Peter Michel - David Bouchard (1768) - Franz Petri, Stobrigken (ab 6. Januar 1935) - Friedrich Pillukat (bis 1936) - Leopold Hammer (1930–1936) |

Küster und Glöckner 1734 bis 1944 (Liste ist unvollständig):
- 1. Michael Reuter, erstmals erwähnt 1764–circa 1780
- 2. Daniel Radtke um 1767
- 3. Samuel Loyal (1736–1807), um 1774–1807 Küster und Glöckner
- 4. Jacob Loyal (1769–…), 1806 „Glöckner Adjunkt“
- 5. Abraham Loyal (1789–circa 1849) Glöckner
- 6. Benjamin Prengler um 1840
- 7. … um 1850–1920
- 8. August Litty (1900–…) …–1944, letzter Glöckner in Judtschen

Kantoren 1714 bis 1944 (Liste ist vermutlich vollständig):
- 1. (tätig 1710 - 1717) Jacques Fontaine, er kam 1710 aus Genf nach Ostpreußen, war eigentlich Schlosser, wird aber als Vorgänger von Challet und erster Lehrer von Judtschen bezeichnet
- 2. (tätig 1717 – ca. 1720) Jacques Cosset folgt 1717. Er war in seiner Heimat Notar, die Tätigkeit als Schulmeister in Judtschen übte er aber nur kurze Zeit aus
- 3. (tätig ca. 1720 – ca. 1754) Kantor (chante et lecteur) und Schulmeister Jean Jacques (Johann Jacob) Challet
- 4. (tätig ca. 1754 – 1765) Kantor (Vorsinger) und Schulmeister (Praecentor) Christian (Crétien) Weller
- 5. (tätig ca. 1765 – ca. 1804 Emeritus) Kantor und Schulhalter Ludwig Olivier
- 6. (tätig Adjunctus 1796, 1804 – 1851) Kantor (und Lehrer?) Johann Friedrich Flick (1804 erhält die Kirche eine Orgel)
- 7. (tätig Adjunctus 1836, 1851 – 1862) Kantor und Schulmeister Johann Friedrich Lamprecht
- 8. (tätig 1862 – 1897) Kantor und Lehrer Johann Schwarz
- 9. (tätig 1898 – 1922) Kantor und Lehrer Friedrich Wilhelm Franz Luschnat (Kußnat?)
- 10. (tätig 1922 – 1935) Kantor und Lehrer Ernst Speer
- 11. (tätig 1935 – 1944) Kantor und Lehrer Alfred Reinhold Schwermer

(Quelle: Kirchenbuch Judtschen; Passauer Chronik (Manuskript); Aufzeichnungen im Familienarchiv Loyal; Datenbank der Bibliothek für Bildungsgeschichtliche Forschung in Berlin; APG NF 8. Jg.,1960, Heft 1/6, Hitzigrat, S. 227.)

### Kirchengeschichte
Nach der Pest der Jahre 1709/10 mit ihrer verheerenden Wirkung war die Bevölkerung derart dezimiert, dass kraft königlichen Befehls Kolonisten aus Deutschland, aber auch aus der Schweiz und aus Frankreich angeworben wurden. Im Jahr 1713 bildete sich in Judtschen eine Gemeinde vor allem aus französischen Schweizern reformierter Konfession: „Reformiert Evangelische Französisch Schweizerische Gemeinde“. Damals wurde mit den Planungen für den Bau einer Kirche begonnen, und 1714 wurde bereits der erste Pfarrer bestellt. Die Gottesdienste wurden in französischer Sprache gehalten, bis am 14. August 1787 in einem Vertrag zwischen der französischen Gemeinde und Pfarrer Müller festgelegt wurde, die französischen Gottesdienste aufzugeben. Alle Nachkommen der Einwanderer beherrschten die deutsche Sprache.
Bis 1722 war die Kirche Judtschen der französisch-reformierten Inspektion, danach der deutsch-reformierten Inspektion mit Sitz in Königsberg (Preußen) zugeordnet. Bis 1945 gehörte die Gemeinde zum eigenständigen Reformierten Kirchenkreis innerhalb der Kirchenprovinz Ostpreußen der Kirche der Altpreußischen Union. Im Jahre 1925 zählte die Kirchengemeinde 1700 Gemeindeglieder, die in 15 Kirchspielorten lebten.
Heute liegt Wessjolowka im Einzugsbereich der in den 1990er Jahren neu entstandenen evangelisch-lutherischen Gemeinde der Salzburger Kirche in Gussew (Gumbinnen). Diese ist Pfarrsitz der Kirchenregion Gussew in der Propstei Kaliningrad der Evangelisch-lutherischen Kirche Europäisches Russland.

### Kirchspielorte
Zur Kirche Judtschen gehörten neben dem Pfarrort noch 14 Dörfer und kleinere Ortschaften:
| Deutscher Name    | Name (1938–1946) | Russischer Name |
| ----------------- | ---------------- | --------------- |
| Aweningken        |                  |                 |
| Girnehlen         | Mühlenruh        | Pospelowo       |
| *Groß Mixeln      |                  | Bolschakowo     |
| *Groß Wischtecken | Ullrichsdorf     | Schuwalowo      |
| Grünheide         |                  | Medweschje      |
| Grünwalde         |                  |                 |
| Klein Wischtecken | Ullrichsdorf     | Olschankoje     |
| Lampseden         | Lampshagen       | Karawaljewo     |
| *Lolidimmen       | Lolen            | Krasnoje        |
| Plimballen        | Mertinshagen     | Markino         |
| *Rosenfelde       |                  | Nowo Schuwalowo |
| Skripitschen      |                  | Tambowskoje     |
| *Stobricken       | Krammsdorf       | Kostino         |
| Tittnaggen        | Krügertal        | Markino         |

Lutherische (meist: deutsche) Einwohner dieser Orte besuchten die Kirche Ischdaggen (1938–1946: Branden, russisch: Lermontowo) oder in anderen benachbarten Orten.

### Pfarrer
Gründung der Gemeinde am 14. August 1713. Zwischen 1714 und 1945 amtierten in Judtschen (ab 1938 Kanthausen) 14 reformierte Geistliche:
- David Clarenne, 13. Januar 1714 – 3. Juli 1729
- Daniel Ernst Andersch, 1. November 1728 – 14. Juli 1771†[9]
- Johann Christoph Müller, 6. August 1771 – Oktober 1800
- Christian David Henning 28. September 1800 – 1802 Adjunkt, 1802 – Oktober 1804
- Carl Georg Kretschmar, 1804 – 1812 Adjunkt, 3. Mai 1812 – 20. Februar 1830†
- vakant 20. Februar 1830 – 4. August 1831
- Dr. Johann Franz Albert Gillet, 18. August 1831 – 31. Juli 1834
- vakant 11. Januar 1835 – 5. März 1836
- Adolph Keßler, 6. März 1836 – 26. März 1838†
- vakant 26. März 1838 – 22. Juni 1839
- Eduard Dodillet, 23. Juni 1839 – 9. Oktober 1861
- Johann Wilhelm Muttray, 23. Dezember 1861 – 1. April 1883[10]
- Traugott Eduard Philipp Kalinowski, 1. April 1883 – 28. Januar 1884†
- vakant 28. Januar 1884 – 17. Mai 1885, Vertretung durch Pfarrer Georg Eugen Peter Henkys aus Eydtkuhnen
- Otto Theodor Bernhard Petrenz, 17. Mai 1885 – 16. September 1909†
- Georg Max Lehmann, 1. Mai 1910 – 8. Januar 1926†
- wenige Monate vakant, Vertretung durch Studiendirektor Fürstenau
- Karl Friedrich Wilhelm Gaser, 1926 – 30. April 1934
- vakant 1. Mai 1934 – 8. Juli 1935
- Theodor Schultz, Hilfsprediger 8. Juli 1935 – 18. Januar 1936, 19. Januar 1936 – 30. Juni 1942
- Vertretung 1. Juli 1942 – 23. Juli 1942† durch Pfarrer Bruno Moritz aus Gumbinnen
- vakant 23. Juli 1942 – 21. Oktober 1944, Versorgung durch Bruno Moritz aus Gumbinnen

Pfarrer Andersch wurde in der Kirche beigesetzt, die anderen Pfarrer auf dem Friedhof Judtschen oder außerhalb. Der Friedhof ist verwahrlost (2015), deutsche Gräber sind nicht mehr erkennbar.